# Placówki dyplomatyczne i konsularne w Polsce: B
Stan na: 23 grudnia 2024

## Bahamy
Brak placówki – obsługą dyplomatyczną i konsularną Polski zajmuje się bezpośrednio Ministerstwo Spraw Zagranicznych i Służby Publicznej Bahamów w Nassau.

## Bahrajn
Brak placówki – Polskę obsługuje Ambasada Królestwa Bahrajnu w Berlinie (Niemcy). 

## Bangladesz

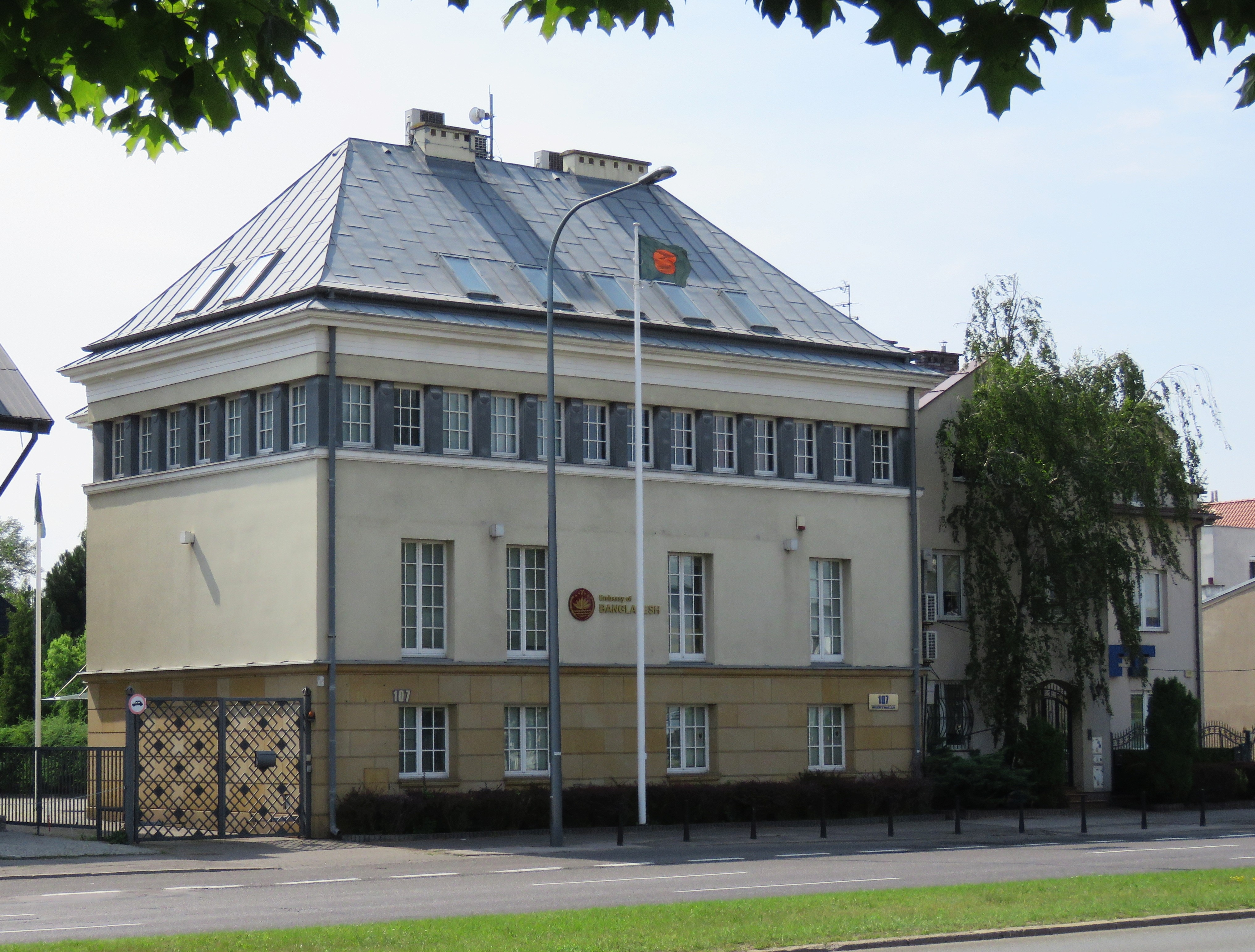
Ambasada Ludowej Republiki Bangladeszu przy ul. Wiertniczej 107 w Warszawie

Ambasada Ludowej Republiki Bangladeszu w Warszawie
- szef placówki: Kazi Muntashir Murshed (chargé d’affaires)
- Strona oficjalna

Konsulat Honorowy Ludowej Republiki Bangladeszu w Gdańsku
- szef placówki: Jan Zacharewicz (konsul honorowy)

Konsulat Honorowy Ludowej Republiki Bangladeszu w Sosnowcu
- szef placówki: Mohammed Omar Faruque (konsul honorowy)

## Barbados
Brak placówki – Polskę obsługuje Wysoka Komisja Barbadosu w Londynie (Wielka Brytania).

## Belgia

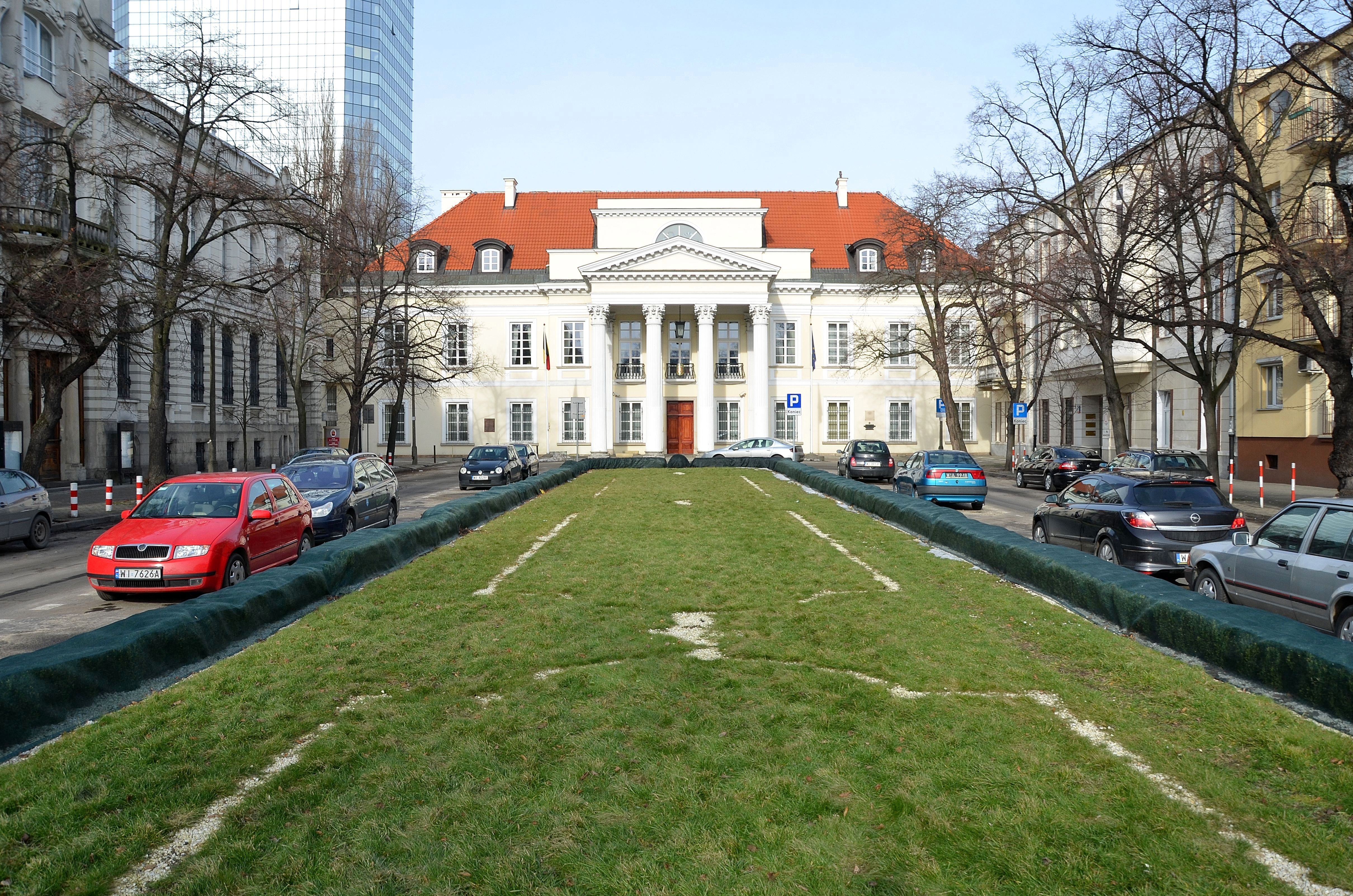
Siedziba ambasady Belgii w pałacu Mniszchów przy ulicy Senatorskiej w Warszawie

Ambasada Królestwa Belgii w Warszawie
- szef placówki: Rik Van Droogenbroeck (ambasador)
- Strona oficjalna

Konsulat Honorowy Królestwa Belgii w Bydgoszczy
- szef placówki: Stanisław Wroński (konsul honorowy)

Konsulat Honorowy Królestwa Belgii w Gdyni
- szef placówki: Janusz Jarosiński (konsul honorowy)

Konsulat Honorowy Królestwa Belgii w Krakowie
- szef placówki: Philippe de Brouwer (konsul honorowy)
- Strona oficjalna

Konsulat Honorowy Królestwa Belgii w Łodzi
- szef placówki: Wirginia Gostomczyk (konsul honorowy)

Konsulat Honorowy Królestwa Belgii w Poznaniu
- szef placówki: Jan Spilliaert (konsul honorowy)

## Belize
Brak placówki obsługującej Polskę. 

## Benin
Brak placówki – Polskę obsługuje Ambasada Republiki Beninu w Berlinie (Niemcy). 
Konsulat Honorowy Republiki Beninu w Katowicach
- szef placówki: Nadia Paterek (konsul honorowy)

## Bhutan
Brak placówki obsługującej Polskę. 

## Białoruś

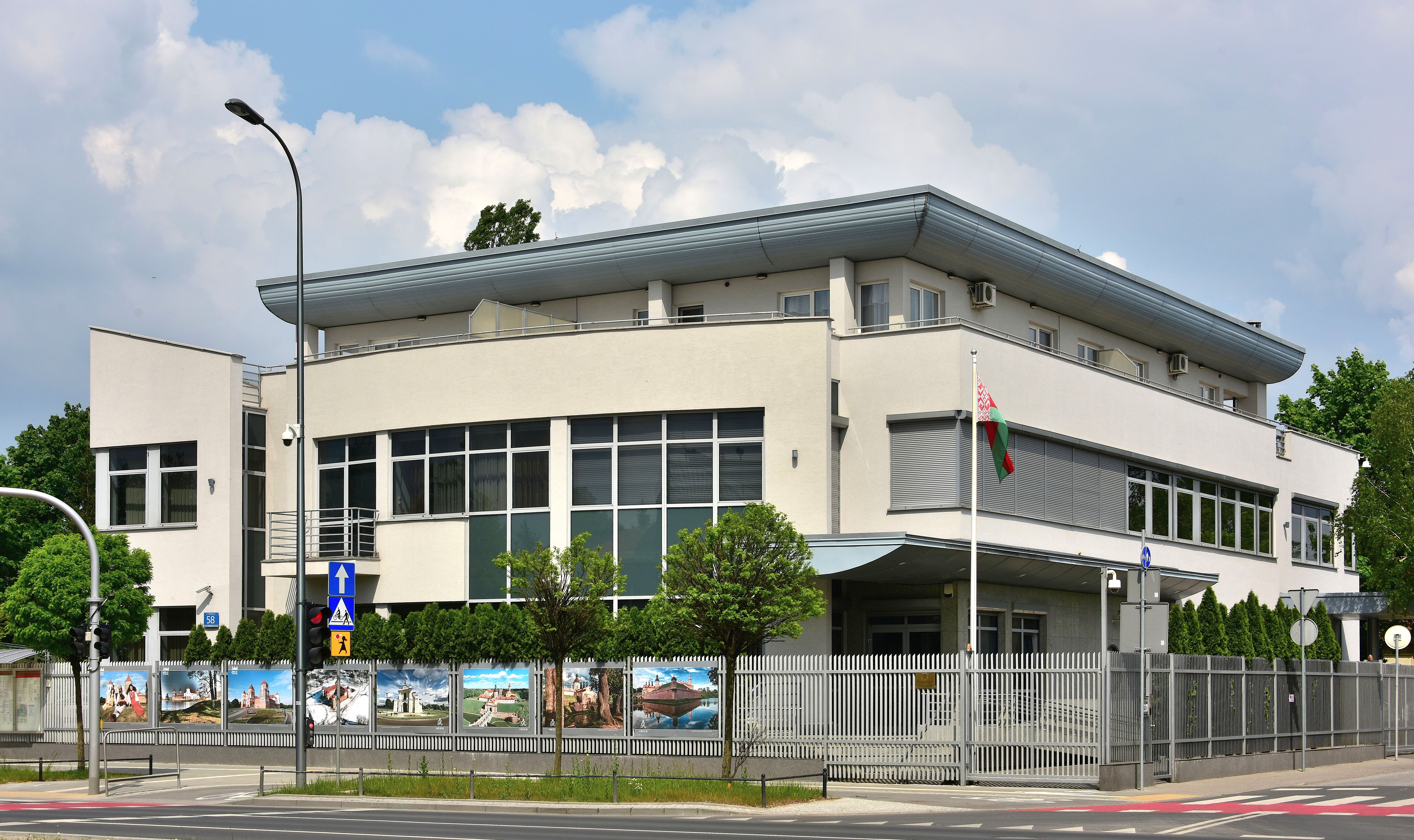
Budynek ambasady Białorusi przy ulicy Wiertniczej 58 w Warszawie

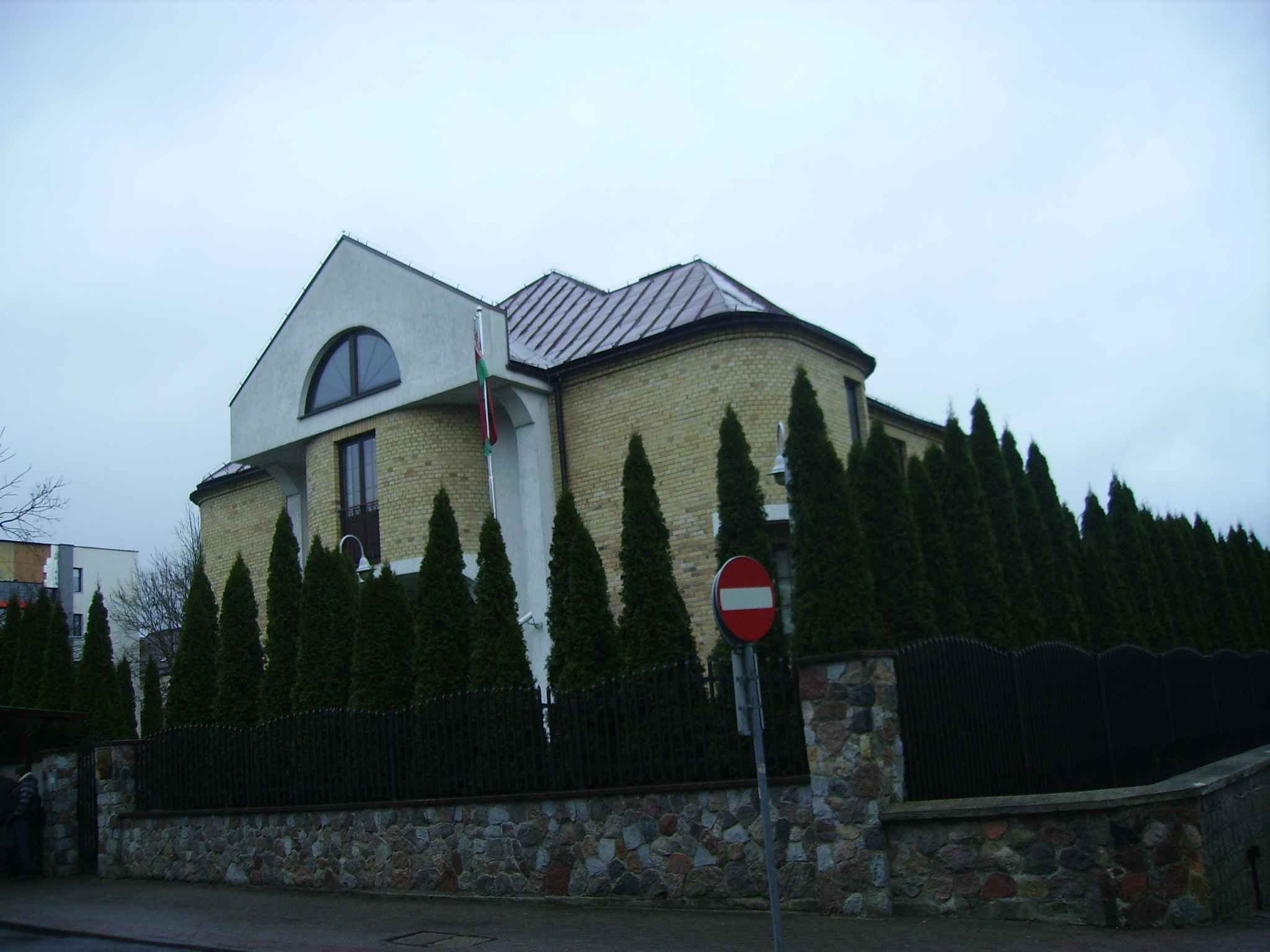
Konsulat Generalny Białorusi w Białymstoku

Ambasada Republiki Białorusi w Warszawie
- szef placówki: Aleksei Ponkratenko (chargé d’affaires)
- Strona oficjalna

Konsulat Generalny Republiki Białorusi w Białymstoku
- szef placówki: Wiktor Sawczuk (konsul generalny)

Konsulat Republiki Białorusi w Białej Podlaskiej
- szef placówki: Aliaksandr Marhulian (konsul)

## Boliwia
Brak placówki – Polskę obsługuje Ambasada Wielonarodowego Państwa Boliwia w Berlinie (Niemcy).

## Bośnia i Hercegowina

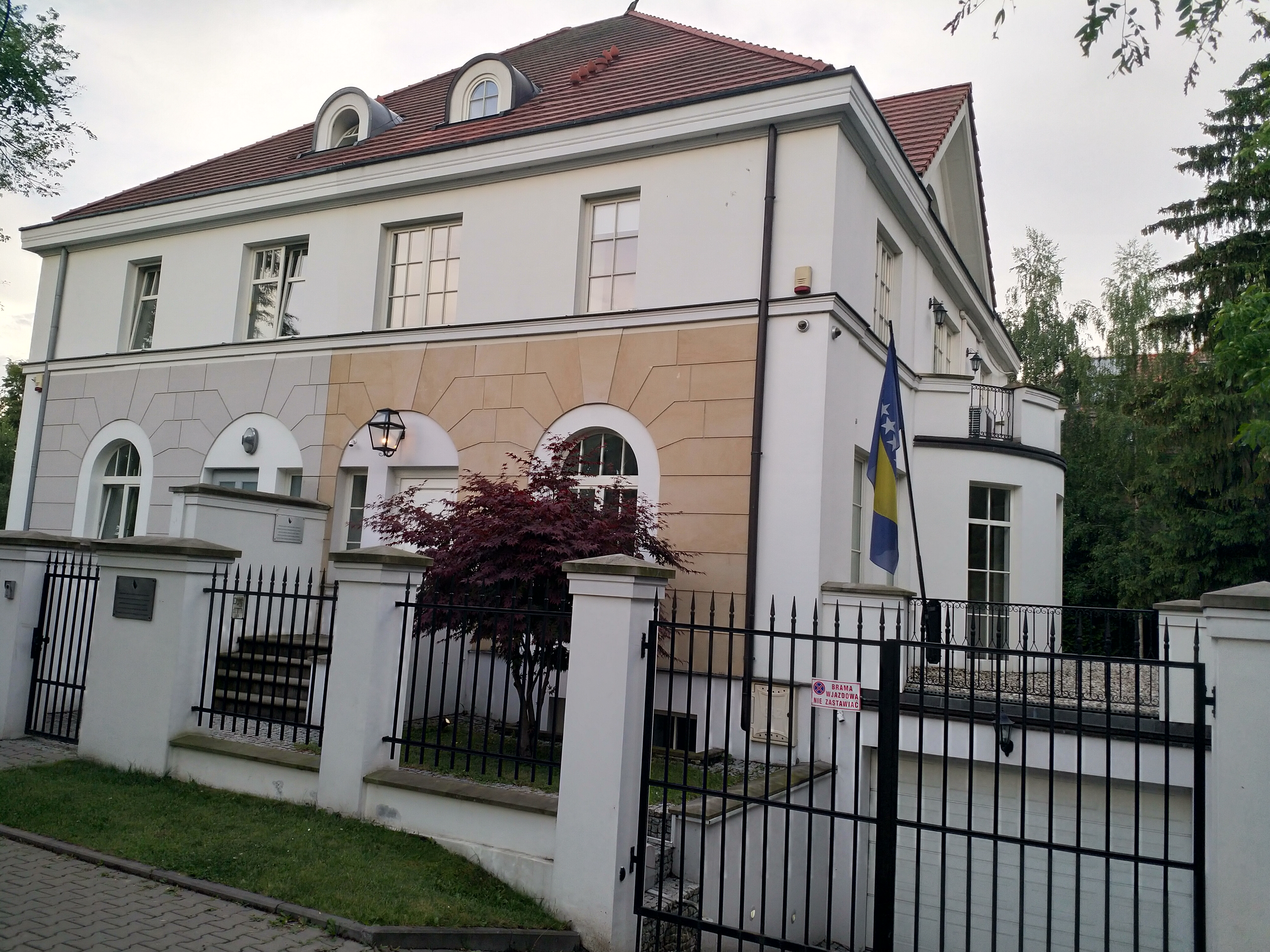
Ambasada Bośni i Hercegowiny w Warszawie
- szef placówki: Koviljka Špirić (ambasador)

Konsulat Honorowy Bośni i Hercegowiny w Białymstoku
- szef placówki: Stanisław Łuniewski (konsul honorowy)

Konsulat Honorowy Bośni i Hercegowiny w Poznaniu
- szef placówki: Jacek Günter-Ślaski (konsul honorowy)

Konsulat Honorowy Bośni i Hercegowiny w Szczecinie
- szef placówki: Joanna Julia Sienkiewicz (konsul honorowy)

## Botswana
Brak placówki – Polskę obsługuje Ambasada Republiki Botswany w Berlinie (Niemcy).
Konsulat Honorowy Republiki Botswany w Warszawie
- szef placówki: Janusz Wiśniewski (konsul honorowy)

## Brazylia

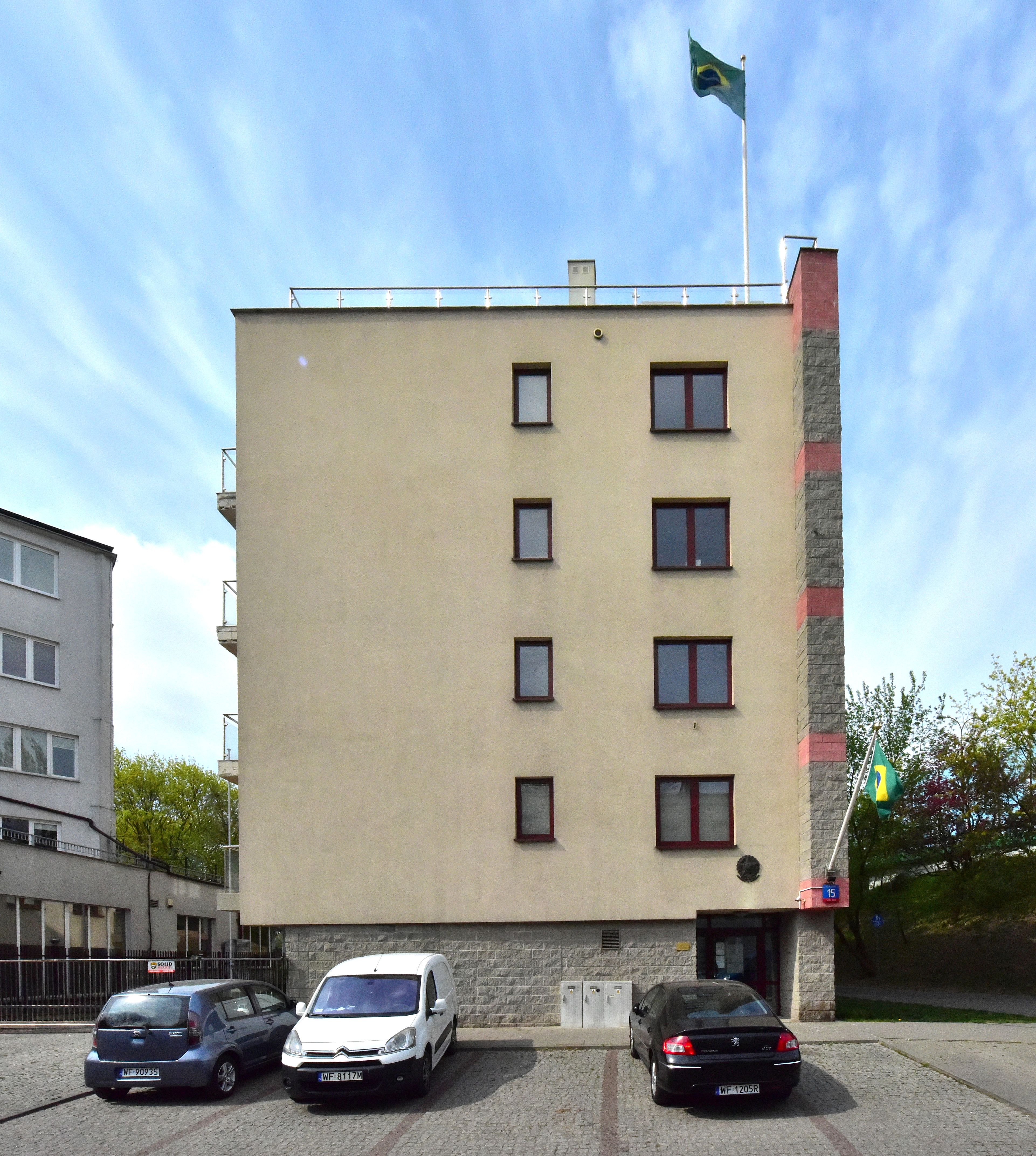
Ambasada Federacyjnej Republiki Brazylii w Warszawie
- szef placówki: Haroldo de Macedo Ribeiro (ambasador)
- Strona oficjalna

Konsulat Honorowy Federacyjnej Republiki Brazylii w Krakowie
- szef placówki: Grzegorz Hajdarowicz (konsul honorowy)

Konsulat Honorowy Federacyjnej Republiki Brazylii w Lublinie
- szef placówki: Barbara Hlibowicka-Węglarz (konsul honorowy)

Konsulat Honorowy Federacyjnej Republiki Brazylii w Poznaniu
- szef placówki: José Maria Florêncio (konsul honorowy)

Konsulat Honorowy Federacyjnej Republiki Brazylii we Wrocławiu
- szef placówki: Radosław Tadajewski (konsul honorowy)

## Brunei
Brak placówki – Polskę obsługuje Ambasada Brunei w Berlinie (Niemcy). 

## Bułgaria

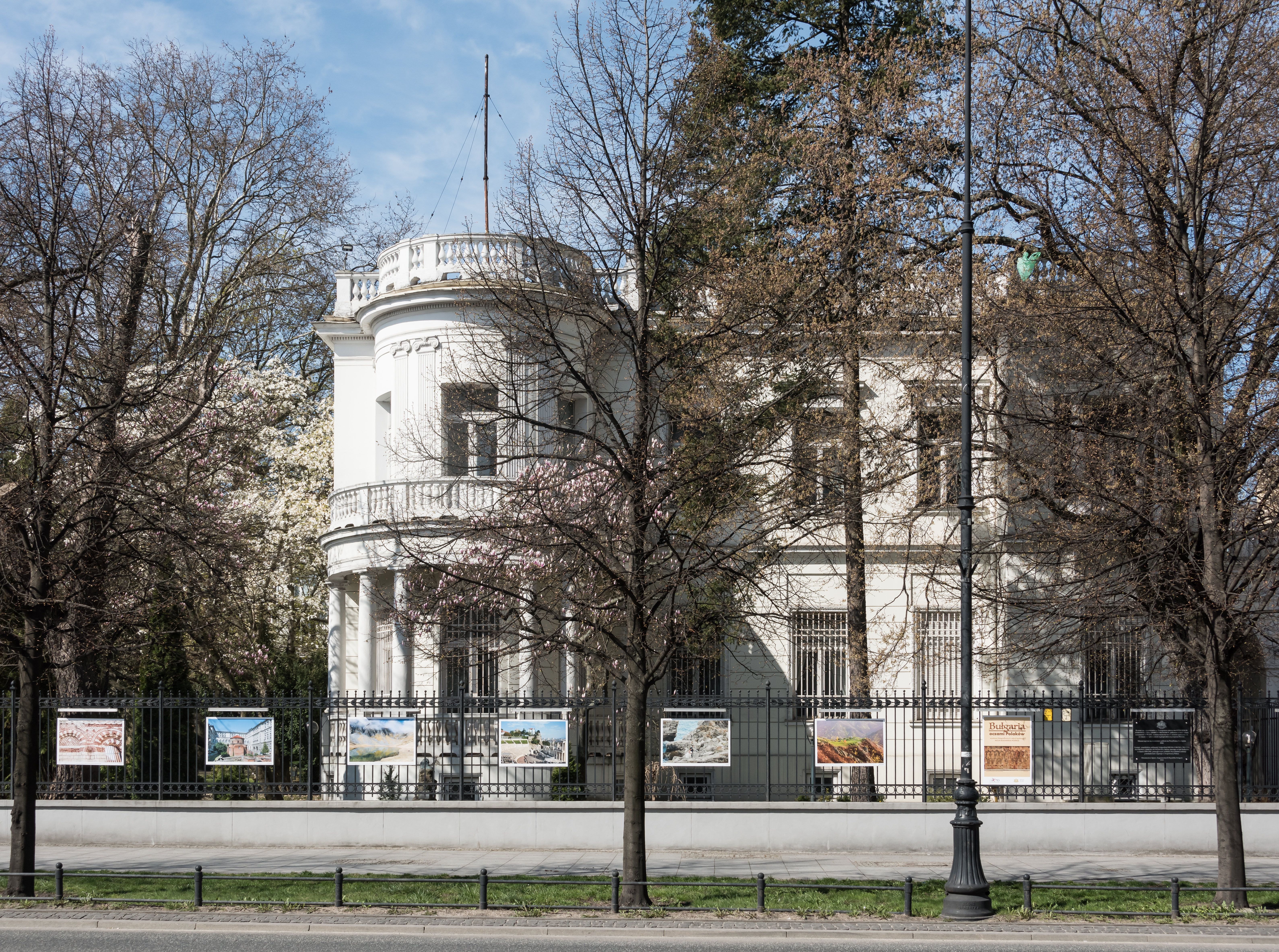
Pałacyk Dziewulskich w Warszawie, siedziba ambasady Bułgarii

Ambasada Republiki Bułgarii w Warszawie
- szef placówki: Margarita Ganeva (ambasador)
- Strona oficjalna

Konsulat Honorowy Republiki Bułgarii w Białymstoku
- szef placówki: Witold Karczewski (konsul honorowy)
- Strona oficjalna

Konsulat Honorowy Republiki Bułgarii w Gdańsku
- szef placówki: Jan Strawiński (konsul honorowy)

Konsulat Honorowy Republiki Bułgarii w Katowicach
- szef placówki: Janusz Zatoń (konsul honorowy)

Konsulat Honorowy Republiki Bułgarii w Krakowie 
- szef placówki: Wiesław Nowak (konsul honorowy)
- Strona oficjalna

Konsulat Honorowy Republiki Bułgarii we Wrocławiu
- szef placówki: Jan Chorostkowski (konsul honorowy)

## Burkina Faso
Brak placówki – Polskę obsługuje Ambasada Burkina Faso w Berlinie (Niemcy).

## Burundi
Brak placówki – Polskę obsługuje Ambasada Republiki Burundi w Moskwie (Rosja).